# 台泥紅葉谷地熱發電廠
台泥紅葉谷地熱發電廠位於臺灣臺東縣延平鄉，為一座正在進行地熱潛能鑽探的發電廠，由台灣水泥集團轄下的台泥綠能公司與雲朗觀光集團共同投資開發，又稱為台泥紅葉谷綠能園區，預計裝置容量為1MW，並號稱將成為繼宜蘭縣清水地熱發電廠修復商轉後，結合觀光與綠能的臺灣第二座地熱發電園區，該電廠預計2024年完工商轉。

## 沿革

### 背景
臺東紅葉溫泉原為延平鄉公所維護經營，爾後鄉公所委託觀光局花東縱谷國家風景區管理處2002年斥資新臺幣1億多元，興建紅葉溫泉親水公園，並設有5座SPA溫泉池、3座一般溫泉池，以及1座內泉池等，經縱管處對外招標，由布農文教基金會得標經營，隔年1月接手營運。
2008年底合約到期後，縱管處收回溫泉親水公園，並再度斥資新臺幣500萬元整修，二度委外招標經營。2009年8月中度颱風莫拉克重創臺灣中南部與臺東縣，紅葉溫泉因鹿野溪溪水暴漲，啟用不到半年的整個溫泉區全遭洪水摧毀。鄉公所將毀壞之溫泉區收回，斥資5千萬重新整理，並計畫再度對外公開招標。

### 台泥入主
延平鄉公所基於政府再生能源發展的能源政策下，以一年期程評估紅葉溫泉重啟，並發展地熱發電的可行性評估，與招開說明會，經取得部落會議同意後，鄉公所正式對外招標紅葉溫泉重啟及地熱發電園區計畫。
2021年台灣水泥集團轄下的台泥綠能公司宣布得標紅葉溫泉區經營權，並計畫與雲朗觀光集團合作，複製台泥花蓮和平廠DAKA開放生態循環工廠的成功經驗，將紅葉溫泉打造為綠能與觀光結合的地熱發電園區，預計引進溫泉、冷泉、SPA水療、餐廳與露營區，並招募延平鄉民提供農特產、表演等服務。台泥公司也拜會臺東縣長饒慶鈴，獲得臺東縣政府支持開發，並表示，「紅葉谷」一名，也是經當地布農族人部落會議同意後，所選擇的名稱。
而地熱發電部分，台泥綠能引進引進美國、紐西蘭等國家同等級的地質調查與潛能評估技術，及工業技術研究院技術指導下，來做地熱鑽探，並於2021年底完成800公尺的試驗井鑽探工作，預計最快在2024年底就能與台電公司電網系統併聯發電。
2021年11月紅葉谷地熱發電計畫經台泥對外宣布後，引發臺東縣議員古志成質疑，認為鄉公所將紅葉溫泉區3萬3千多平方公尺的土地以公告地價加上土地面積乘以5%的年租金10萬元租給台泥，加上地上物租金近60萬，等於一年租金僅收入70萬，與一般土地計價方式無異，且回饋機制等並未談妥，認為該案有瑕疵。台泥與當地居民間的說明會，回饋尚有經營回饋金與售電權益金，台泥收入越多回饋給鄉民的亦越多。。
2022年5月20日台泥綠能宣布，基於目前臺灣中油公司為臺灣當前唯一具有地熱鑽探能力的公司，因此台泥將與中油公司合作，將針對紅葉谷地熱發電場域共同合作鑽探地熱生產與回注井，預計7月將展開三口深達1,700公尺以上的地熱生產與回注井鑽探工程，並也是中油公司首度將「斜鑽」技術引進民營地熱鑽探作業中，預期可縮短生產井鑽探期程，該合作經台泥董事長張安平、中油董事長李順欽，及經濟部主任秘書陳怡鈴見證下，完成兩公司的合作備忘錄簽署。

## 設施

### 發電機組
| 發電機型號 | 地熱發電類型   | 機組數量 | 裝置容量（kW） | 商轉日期       | 狀態   |
| ---------- | -------------- | -------- | -------------- | -------------- | ------ |
|            | 有機朗肯雙循環 | 1        | 1,000          | 2024年（預計） | 施工中 |